# Cal Brut
Cal Brut és una obra de Salt (Gironès) inclosa a l'Inventari del Patrimoni Arquitectònic de Catalunya.

## Descripció
És una edificació entre mitgeres de caràcter residencia. Presenta un petit jardí a la part davantera, amb una gran palmera, protegir del carrer per una tanca. Destaca el porxo-balcó, que emfasitza la simetria del conjunt. Descansa sobre pilars de rajol i la llosa és feta amb estructura de biguetes de ferro. Les baranes són acabades amb revestiment de pedra irregular i pasta. La casa és de planta rectangular amb porxo i una sola planta.